# Разом за Республіку
Разом за Республіку (фр. Ensemble pour la République)— ліберальна політична коаліція у Франції. Створена в листопаді 2021 року під назвою Громадяни разом (фр. Ensemble Citoyens).

## Члени
| Партія | Партія | Партія                | Абревіатура | Ідеологія                           | Позиція                 | Лідер            |
| ------ | ------ | --------------------- | ----------- | ----------------------------------- | ----------------------- | ---------------- |
|        |        | Вперед, республіко!   | LREM        | Лібералізм                          | Центризм                | Станіслас Геріні |
|        |        | Демократичний рух     | MoDem       | Лібералізм Християнська демократія  | Центризм, правоцентризм | Франсуа Байру    |
|        |        | Горизонти             | Horizons    | Лібералізм                          | правоцентризм           | Едуар Філіпп     |
|        |        | Діяти                 | Agir        | Консервативний лібералізм           | правоцентризм           | Франк Рістер     |
|        |        | Території прогресу    | TDP         | Соціал-лібералізм Соціал-демократія | центризм, лівоцентризм  | Олів'є Дюссо     |
|        |        | Радикальна партія     | PRV         | лібералізм                          | центризм                | Лоран Енар       |
|        |        | En Commun             | EC          | Зелена політика                     | лівоцентризм            | Філіп Ардуен     |
|        |        | Прогресивна федерація | FP          | Соціал-демократія                   | лівоцентризм            | Франсуа Ребсамен |

## Цілі
Коаліція має на меті зібрати президентську більшість Емманюеля Макрона, щоб представити своїх спільних кандидатів на парламентських виборах 2022 року.
У травні 2022 року Ферран заявив про свою прихильність до «стабільної більшості у Національній асамблеї», тоді як Філіп уточнив, що програма Ensemble «є програмою Макрона». 
Байру вказав, що партії створять спільну парламентську групу у Національних зборах.
Деякі медіа-джерела вважають його сучасним втіленням Союзу за французьку демократію (UDF) Валері Жискара д'Естена, заснованого в 1978 році.